# Petra Moroder
Petra Moroder (* 3. Juli 1968 in Bozen) ist eine italienische Skisportlerin. Sie stammt aus Gröden und wohnt in Überwasser.
Petra Moroder war im Freestyle-Skisport auf die Buckelpiste spezialisiert.

## Erfolge
Ihren  größten Erfolg feierte die Südtirolerin Petra Moroder   bei der Freestyle-Skiing-Weltmeisterschaft 1993 am 13. März 1993 in Altenmarkt im Pongau.
Olympische Spiele
- Olympische Winterspiele 1992 Albertville Freestyle Moguls 11. Platz mit 23 Jahren
- Olympische Winterspiele 1994 Lillehammer Freestyle Moguls  22. Platz mit 25 Jahren
- Olympische Winterspiele 1998 Nagano Freestyle Moguls	22. Platz mit 29 Jahren

Europameisterschaften
- 1990 Damen Buckelpiste 2. Platz[3]